# Петрункевич Олександр Іванович
Петрункевич Олександр Іванович (22 грудня 1875, Плиски, сучасна Україна - 9 березня 1964, Нью Гейвен, США) — американський ентомолог і арахнолог українського походження.

## Біографія
Народився у сім'ї Івана Ілліча Петрункевича, члена Державної Думи, засновника партії Кадетів. Вчився у Московському університеті, але через загрозу переслідування за політичні погляди переїхав у Фрайбург, Німеччина у 1900 р., і продовжив навчання під керівництвом Августа Вайсмана. У 1903 році в Німеччині зустрів американку Ванду Гартшорн (17.03.1875 — 31.01.1926), з якою й одружився в Лондоні. У листопаді подружжя переїхало до Міллбурна у штаті Нью-Джерсі. Через хвороби дружини О. І. Петрункевич до 1910 року працював здебільшого в домашній лабораторії. Починаючи з 1910 і до кінця життя працював у Йельскому університеті, де отримав позицію професора у 1917 р. Займався систематикою павукоподібних, у тому числі викопних.

## Наукова діяльність
Перші статті Петрункевича були присвячені фізіології комах: формуванню серця в жуків-листоїдів та всмоктуванню жирів у травному тракті тарганів, механізму партеногенезу у бджіл.

## Літературна діяльність
Петрункевич використовував псевдонім «Александр Ян-Рубан». Під ним він уперше опублікував російський переклад поеми Байрона «Манфред».

## Нагороди і членство в наукових товариствах
- Член Національної академії наук США (1954)
- Президент Коннектикутської академії мистецтв і наук[en] (1931—1946)